# Анні Локвуд
Анні Локвуд (29 липня 1939 , Крайстчерч ) — новозеландсько-американська композиторка і академічна музикантка. Викладала електронну музику в коледжі Вассар. Відома за її аудіовізуальним перформансом з підпалювання фортепіано 1968 року.

## Життя та кар'єра
Вивчала композицію та здобула ступінь бакалавра музики з відзнакою Кентерберійського університету в Новій Зеландії. Вивчала композицію в кількох навчальних закладах по всій Європі у видатних викладачів: Королівський коледж музики з Пітером Расіном Фрікером (1961–63), Дармштадтські курси нової музики з Готфрідом Міхаелем Кенігом (1963–64), Кельнська вища школа музики, а також у Нідерландах. Наприкінці 1960-х і на початку 1970-х років Локвуд працювала подорожуючи Європою та 1964 року оселилася в Лондоні. Її композиції включають нетрадиційні інструменти, такі як скляні трубки, використані в аудіовізуальному перформансі «The Glass Concert» (1967). В її серії перформансів «Piano Transplants», Локвуд спалила, втопила та посадила фортепіано у локаціях Сполученого Королівства та Сполучених Штатів.
1973 року, отримавши запрошення викладати в Гантерському коледжі, Локвуд переїхала до Нью-Йорка. Протягом цього періоду Локвуд працювала зі звуками навколишнього середовища, фіксуючи їх і створюючи розроблені композиції навколо екологічного натхнення: «Звукова карта річки Гудзон» (англ. A Sound Map of the Hudson River) (1982), «Світові ритми» (англ. World Rhythms) (1975) та частини, побудовані на архетипах та розмовах зі значущими людьми, «Бесіди з предками» (англ. Conversations with the Ancestors) (1979), складені на основі розмов з 4 жінками у віці вісімдесяти років, «Delta Run» (1982, заснований на розмові зі скульптором Вальтером Вінчею), і «Три короткі оповідання та апофеоз» (англ. Three Short Stories and Apotheosis) (1985). 
Є відкритою лесбійкою. 1973 року познайомилася з композиторкою Рут Андерсон, з якою була в стосунках до кінця життя.
Найновіші твори Локвуд написані для акустично-електронних інструментів і включають мультимедійні та місцеві інструменти в її композиціях: «Тисячолітнє сновидіння» (англ. Thousand Year Dreaming) (1991) — твір для чотирьох диджериду, натхненний образами печери Ласко. 2002 року Локвуд почала працювати над своїм проєктом «Звукова карта річки Дунай» (англ. A Sound Map of the Danube River). 2007 року Локвуд була нагороджена премією Генрі Коуелла за свою роботу.
Її музика була представлена на фестивалях по всьому світу, включаючи події в Німеччині, Скандинавії, Італії, Великій Британії, Австралії, Новій Зеландії та США. Локвуд викладала з 1982 року в коледжі Вассар, де серед її учнів був Джонатан Елліот. Нині Локвуд є почесною професоркою цього коледжу, хоча все ще пише та виступає.
Її перформанс зі спаленням фортепіано (англ. Piano Burning) був відтворена кілька разів, в тому числі як завершальний трек в альбомі 2019 року «There Existed An Addiction To Blood» експериментального хіп-хоп гурту clipping.
Локвуд була представлена у короткометражному документальному фільмі 2021 року (англ. Annea Lockwood / a Film About Listening) і документальному фільмі 2022 року 32 звуки (англ. 32 Sounds), обидва зрежисовані Семом Гріном.

## Дискографія
- Thousand Year Dreaming/Floating World, Pogus 21045–2, 2007
- 60x60 (2003) Capstone Records CPS-8744
- Breaking the Surface, Lovely Music, Ltd. CD 2082, 1999
- World Rhythms, on Sinopah (which also includes Ruth Anderson's, I Come Out of Your Sleep), Experimental Intermedia XI 118, 1998
- The Glass World, Nonsequitur/?What Next? WN 0021 & O.O. Discs, 1997
- The Angle of Repose, on Sign of the Times, Thomas Buckner, baritone, Lovely Music, Ltd. CD 3022, 1994
- Thousand Year Dreaming, Nonsequitur/?What Next? WN 0010 & O.O. Discs 0041, 1993
- Night and Fog on Full Spectrum Voice, Thomas Buckner, baritone, Lovely Music, Ltd. CD 3021, 1991
- A Sound Map of the Hudson River, Lovely Music, Ltd. CD 2081, 1989
- Ear-Walking Woman
- Sign Of The Times
- Women in Electronic Music: New Music for Electronic & Recorded Media
- Nautilus on The Aerial: Issue #2
- Red Mesa, Loretta Goldberg, keyboards, Opus One 00152
- Tiger Balm, Opus One 70
- The Glass World of Anna Lockwood (1970)

## Огляди та статті
- MUSIC; Burning Pianos and Whispering Rivers: A Composer's Journey By KERRY O'BRIEN, The New York Times November 8, 2019
- MUSIC REVIEW | SOUNDS LIKE NOW, A 'Bring Your Own Improvisation' Party By ALLAN KOZINN, The New York Times October 16, 2004
- ENVIRONMENT; Inside, An Echo Of a River  By JAMES GORMAN, The New York Times, March 9, 2003
- Art From a River's Past (and Its Present)  By DINITIA SMITH, The New York Times, January 18, 2001
- MUSIC; Electronic Music, Always Current  By KYLE GANN, The New York Times, July 9, 2000
- It's Sound, It's Art, and Some Call It Music  By KYLE GANN, The New York Times, January 9, 2000
- Classical Music in Review  By Bernard Holland, The New York Times, April 20, 1993
- Review/Music; Electronic Components In Work by 3 Composers by JOHN ROCKWELL, The New York Times, December 10, 1989
- MUSIC REVIEW; Bang on a Can Uptown Cultivates Crossover  By ALLAN KOZINN, The New York Times, May 23, 1995
- Review/Music; Electronic Components In Work by 3 Composers  By JOHN ROCKWELL, The New York Times, December 10, 1989